# Metacyrba
Metacyrba is een geslacht van spinnen uit de familie springspinnen (Salticidae).

## Soorten
De volgende soorten zijn bij het geslacht ingedeeld:
- Metacyrba floridana Gertsch, 1934
- Metacyrba insularis (Banks, 1902)
- Metacyrba pictipes Banks, 1903
- Metacyrba punctata (Peckham & Peckham, 1894)
- Metacyrba taeniola (Hentz, 1846)
  - Metacyrba taeniola similis Banks, 1904
- Metacyrba venusta (Chickering, 1946)